# فیتنز
فیتنز (به آلمانی: Vitense) یک منطقهٔ مسکونی در آلمان است که در رنا واقع شده‌است. فیتنز ۳۰۸ نفر جمعیت دارد.